# Zinacantán
Zinacantán è un comune dello Stato del Chiapas in Messico. Si trova tra le montagne della Sierra Madre (a 16° 45' N 092° 42' O). Il suo nome in lingua náhuatl significa "luogo di pipistrelli".  Nel 2006 la stima della popolazione era di 30.000 persone. La lingua che si parla oltre lo spagnolo è il tzotzil (anche "tsotsil"), una lingua della famiglia linguistica maya.